# Gurania brevipedunculata
Gurania brevipedunculata är en gurkväxtart som beskrevs av Célestin Alfred Cogniaux. Gurania brevipedunculata ingår i släktet Gurania och familjen gurkväxter. Inga underarter finns listade i Catalogue of Life.